# Campylopus diversinervis
Campylopus diversinervis är en bladmossart som beskrevs av Brotherus 1910. Campylopus diversinervis ingår i släktet nervmossor, och familjen Dicranaceae. Inga underarter finns listade i Catalogue of Life.